# Têche
Têche – miejscowość i gmina we Francji, w regionie Owernia-Rodan-Alpy, w departamencie Isère.
Według danych na rok 1990 gminę zamieszkiwały 484 osoby, a gęstość zaludnienia wynosiła 96 osób/km² (wśród 2880 gmin regionu Rodan-Alpy Têche plasuje się na 1158. miejscu pod względem liczby ludności, natomiast pod względem powierzchni na miejscu 1511.).
Przez gminę przepływa rzeka Isère. 